# Веселка Кунчева
Веселка Кунчева е българска театрална режисьорка.

## Биография
Родена е на 21 юли 1976 г. в гр. Плевен. Завършва Националната академия за театрално и филмово изкуство „Кръстьо Сарафов“.
| „ | Убедена съм, че ако за един режисьор не е изживян проблемът, с който се занимава в спектакъла си, никога няма да успее да убеди и публиката да повярва в историята, която разказва. Не тръгнеш ли от себе си до никъде няма да стигнеш. | “ |

## Постановки
- „Нос“ по Гогол на Театър 199, три номинации „Аскеер“ 2019
- Малкият Цахес
- МОМО, Младежки театър София
- Аз, Сизиф (2015)
- Страх (2014)
- Последният човек по 1984 на Оруел, Старозагорски куклен театър (2019)
- Портретът на Дориан Грей, Драматичен театър Габрово (2024)
- Малкият принц, Младежки театър "Николай Бинев"(2024)

## Награди
- ИКАР 2015 за куклен спектакъл за „Страх“ от Ина Божидарова и Веселка Кунчева[1]
- ИКАР 2015 за майсторско техническо осъществяване на спектакъла „Страх“ от Ина Божидарова и Веселка Кунчева.[1]